# Dittelbrunn
Dittelbrunn è un comune tedesco di 7 415 abitanti, situato nel land della Baviera.